# Luis Llorens Torres
Luis Llorens Torres (Collores, Juana Díaz, 14 de maig de 1876 - San Juan, 16 de juny de 1944) fou un poeta, dramaturg i polític porto-riqueny.
Lloréns Torres va néixer a Juana Díaz, Puerto Rico, els seus pares, Luis Llorens i Marcelina de Torres, van ser els propietaris d'una plantació de cafè. A Collores (un barri de Juana Díaz), Llorens Torres va estar sempre en contacte amb la natura, que representa l'amor que sentia per la natura i el país. Ell sempre va dir que estava orgullós de venir de "Collores". El seu avi català, Josep de Llorens i Robles, havia emigrat des de Figueres.
Luis Llorens Torres va anar a l'escola a Mayagüez i Maricao. Se'n va anar a Espanya després d'haver acabat els seus estudis secundaris a l'illa i va estudiar a la Universitat de Barcelona, on va començar els seus estudis i després va estudiar Filosofia i Lletres a la Universitat de Granada, on va obtenir un doctorat i el seu títol d'advocat. A Espanya va publicar el seu primer llibre de versos poètics «Al Pie de la Alhambra».
Lloréns Torres va tornar a Puerto Rico en 1901, es va casar i es va traslladar a Ponce on va establir el seu propi bufet d'advocats (amb Nemesio Canals) i va col·laborar amb el diari Lienzos del Solar. Durant aquest temps va escriure algunes de les seves millors obres. També es va reunir amb nombrosos poetes com Julia de Burgos.
Quan Lloréns Torres va tornar a Puerto Rico es va trobar amb una situació política completament diferent a la que havia deixat al marxar. Puerto Rico havia estat envaït pels Estats Units durant la Campanya de Puerto Rico de la Guerra hispano-estatunidenca el 1898. Això va motivar Llorens Torres per unir-se al Partido Unión de Puerto Rico. L'ideal de la independència de l'illa. Va transmetre les seves creences al públic a través del seu poema "L'aneguet lleig" (El patito feo). Es va convertir en un membre de la legislatura de Puerto Rico i va ser nomenat a la Cambra de Delegats (Cambra de Representants de Puerto Rico) de 1908 a 1910 en representació del municipi de Ponce. El 8 de febrer de 1912, juntament amb Rosendo Matienzo Cintrón i Manuel Zeno Gandia, va escriure un manifest que afirmava que havia arribat el moment perquè Puerto Rico tingués la seva independència. Aquest any Lloréns Torres, Rosendo Matienzo Cintrón, Manuel Zeno Gandia, Eugenio Benítez Castaño i Pedro Franceschi van fundar el Partit de la Independència, que va ser el primer partit en la història de l'illa de voler exclusivament la independència de Puerto Rico. El 1913, Llorens Torres va cofundar amb Nemesio Canals La Revista de las Antillas, una publicació literària. D'acord amb Lloréns Torres la creu blanca sobre la bandera de la Revolució de Lares representa l'anhel de redempció pàtria; els quadrats vermells, la sang vessada pels herois de la rebel·lió i l'estrella blanca al quadrat blau representa la llibertat.